# Lygourio
Lygourio (griechisch Λυγουριό (n. sg.), Transkr. auch Ligourio) ist ein Handelszentrum an der Straße von Nafplio zum Asklepieion von Epidauros in der Peloponnes (Griechenland). Es ist Sitz der Gemeinde Epidavros.

## Geschichte
Nördlich des Ortes entdeckte 1949 der griechische Archäologe Ioannis Papadimitriou an dem Hang unterhalb des Friedhofs antike Mauerreste, die er für die Überreste der antiken Stadt Lessa hielt. Die ältesten Funde waren protogeometrische Tonscherben. Dies zeigt, dass bereits um 1000 v. Chr. bei Lygourio Menschen siedelten. Außerdem legte er ein polygonales Mauerwerk, das vermutlich aus Archaischer Zeit stammt, frei. Zu dieser Zeit sollen die Einwohner das Heiligtum des Apollon Maleatas, das etwa 4 km südwestlich lag, betrieben haben. Dieses soll jedoch von Epidauros im 6. Jahrhundert v. Chr. zerstört worden sein. Die Epidaurer gründeten nun das Asklepion von Epidauros. Wie zahlreiche Klassische Tonscherben belegen, florierte die Stadt im 5. und 4. Jahrhundert v. Chr. Ein Tempel der Athene soll sich nordwestlich bei der Kirche Agia Marina befunden haben. In der Nähe wurde im 4. Jahrhundert v. Chr. die Pyramide von Ligourio, wahrscheinlich ein antiker Wachturm, errichtet. Dieser blieb bis ins 4. oder 5. Jahrhundert in Gebrauch.
Auch in der Folgezeit blieb der Ort wahrscheinlich besiedelt, auch wenn bisher keine Funde aus dieser Zeit entdeckt wurden. Die erhaltenen byzantinischen Kirchen belegen jedoch eine Besiedlung ab dem 11. Jahrhundert. Ob der Ort bereits damals Lygourio genannt wurde, ist nicht bekannt. 1377 wurde erstmals in einer Liste von Lehen eine Burg von Ligorio erwähnt. Hiermit war jedoch nicht der Ort, sondern die Burg, die heute Palygourio genannt wird und etwa 4,5 km nordöstlich liegt, gemeint. Man nimmt an, dass die Burg etwa im 16. Jahrhundert verlassen wurde und die Einwohner nun im heutigen Ort siedelten. Spätestens zu dieser Zeit trug der Ort den Namen Lygourio, während die Burg nun Palygourio also Alt-Lygourio genannt wurde. Die beiden Kreuzkuppelkirchen Kimisis tis Theotokou und Agia Marina sind Zeitzeugen aus der zweiten Venezianischen Herrschaft (1685–1715).

### Einwohnerentwicklung
Die Einwohnerzahl nahm von 1928 bis 2001 kontinuierlich zu und hatte sich nach über 70 Jahren etwa verdoppelt. In den folgenden 10 Jahren nahm sie jedoch um etwa 7 % ab.
| Jahr      | 1928  | 1940  | 1951  | 1961  | 1971  | 1981  | 1991  | 2001  | 2011  |
| Einwohner | 1.254 | 1.491 | 1.628 | 1.621 | 1.728 | 2.018 | 2.182 | 2.678 | 2.482 |

## Sehenswürdigkeiten
Am westlichen Ortsausgang befindet sich das naturhistorische Museum von Asklipiio mit 4500 Exponaten aus aller Welt. Nördlich des Ortes befindet sich die Pyramide von Ligourio. Größter Besuchermagnet ist jedoch das Asklepion von Epidauros, das etwa 3 km südöstlich des Ortes liegt. Kunstgeschichtlich interessant sind vor allem vier Kirchen:
- Die Kirche Agios Ioannis Eleimonas aus Mittelbyzantinischer Zeit ist dem Heiligen Johannes dem Barmherzigen geweiht. In der Mauer sind zahlreiche antike Spolien aus dem nahen Asklepieion zur Verzierung eingebaut. Auffällig ist auch, dass der Baumeister Theophylaktos von Kea sich mit einer Inschrift auf der Außenseite verewigt hat. Die Kirche befindet sich im Dorf direkt an der Hauptstraße.
- Mitten im Dorf, etwas abseits der Hauptstraße, befindet sich die Kirche Kimisis tis Theotokou von 1701 mit sehr schönen Fresken und antiken Spolien.
- Etwas außerhalb des Dorfes bei der Pyramide von Lygourio findet man die Kirche der Agia Marina von 1713. Gebaut an der Stelle eines Athena-Tempels, enthält auch sie antikes Material. So wird der achtseitige Tambour (Architektur) von vier antiken Säulen getragen, von denen eine kanneliert ist. Fresken und Ikonostase sind gut erhalten.
- Etwa 4 km nordöstlich von Lygourio steht die aus dem 11. Jahrhundert stammende Kirche Agios Ioannis Theologos